# Campeonato Baiano de Futebol de 2017 - Segunda Divisão
A Segunda Divisão do Campeonato Baiano de Futebol de 2017 foi a 48.ª edição da competição realizada no estado da Bahia e organizada pela Federação Bahiana de Futebol. Equivale ao segundo nível da campeonato baiano da modalidade.

## Regulamento
Os seis clubes são reunidos em um mesmo grupo, no qual todos se enfrentam em jogos de ida e volta. O sistema de pontos corridos é mantido e os dois primeiros colocados da fase avançam à final. Ambos disputam, em jogos de ida e volta, o título e a vaga pelo acesso à Primeira Divisão de 2018. Além dos troféus de campeão e vice, as duas equipes ainda garantem vagas na Copa Governador do Estado, na qual se disputa uma das vagas baianas para a Série D 2018 .

## Participantes
| Clube                                   | Cidade              | Estádio (Mando)  | Em 2016          | Títulos (mais recente) |
| --------------------------------------- | ------------------- | ---------------- | ---------------- | ---------------------- |
| Alagoinhas Atlético Clube               | Alagoinhas          | Carneirão        | 4º (2° Divisão)  | 0 (não possui)         |
| Colo Colo de Futebol e Regatas          | Ilhéus              | Mário Pessoa     | 12º (1° Divisão) | 2 (2014)               |
| Associação Desportiva Jequié            | Jequié              | Waldomiro Borges | Não participou   | 1 (1992)               |
| Pituaçu Futebol Clube Cajazeiras        | Salvador            | Pituaçu          | Não participou   | 0 (não possui)         |
| Associação Atlética Teixeira de Freitas | Teixeira de Freitas | Tomatão          | 2º (2° Divisão)  | 0 (não possui)         |
| Esporte Clube Ypiranga                  | Salvador            | Pituaçu          | 3º (2° Divisão)  | 2 (1990)               |

## Locais de disputa
| | Atlético de Alagoinhas |                     |
| Carneirão | |                     |
| | |                     |
| Colo Colo-BA | \| Atlético Colo Colo Jequié PFC Cajazeiras Teixeira de Freitas YpirangaLocalização das cidades-sede das equipes participantes da Segunda Divisão de 2017. \| | Jequié              |
| Mário Pessoa | \| Atlético Colo Colo Jequié PFC Cajazeiras Teixeira de Freitas YpirangaLocalização das cidades-sede das equipes participantes da Segunda Divisão de 2017. \| | Waldomiro Borges    |
| | \| Atlético Colo Colo Jequié PFC Cajazeiras Teixeira de Freitas YpirangaLocalização das cidades-sede das equipes participantes da Segunda Divisão de 2017. \| |                     |
| PFC Cajazeiras | \| Atlético Colo Colo Jequié PFC Cajazeiras Teixeira de Freitas YpirangaLocalização das cidades-sede das equipes participantes da Segunda Divisão de 2017. \| | Teixeira de Freitas |
| Pituaçu | \| Atlético Colo Colo Jequié PFC Cajazeiras Teixeira de Freitas YpirangaLocalização das cidades-sede das equipes participantes da Segunda Divisão de 2017. \| | Tomatão             |
| | \| Atlético Colo Colo Jequié PFC Cajazeiras Teixeira de Freitas YpirangaLocalização das cidades-sede das equipes participantes da Segunda Divisão de 2017. \| |                     |
| | Ypiranga |                     |
| Pituaçu | |                     |
| | |                     |
| Atlético Colo Colo Jequié PFC Cajazeiras Teixeira de Freitas YpirangaLocalização das cidades-sede das equipes participantes da Segunda Divisão de 2017. | |                     |

## Primeira fase

### Desempenho por rodada
Clubes que lideraram ao final de cada rodada:
| Rodadas | Rodadas | Rodadas | Rodadas | Rodadas | Rodadas | Rodadas | Rodadas | Rodadas | Rodadas |
| ------- | ------- | ------- | ------- | ------- | ------- | ------- | ------- | ------- | ------- |
| 1       | 2       | 3       | 4       | 5       | 6       | 7       | 8       | 9       | 10      |
| PFC     | PFC     | JEQ     | JEQ     | JEQ     | JEQ     | JEQ     | JEQ     | JEQ     | JEQ     |

Clubes que ficaram na última posição ao final de cada rodada:
| Rodadas | Rodadas | Rodadas | Rodadas | Rodadas | Rodadas | Rodadas | Rodadas | Rodadas | Rodadas |
| ------- | ------- | ------- | ------- | ------- | ------- | ------- | ------- | ------- | ------- |
| 1       | 2       | 3       | 4       | 5       | 6       | 7       | 8       | 9       | 10      |
| AAL     | YPI     | YPI     | YPI     | YPI     | YPI     | YPI     | YPI     | YPI     | YPI     |

### Jogos
Para ler a tabela, a linha horizontal representa os jogos da equipe como mandante. A coluna vertical indica os jogos da equipe como visitante.
| Jogos "clássicos" estão em negrito. | Vitória do mandante. | Vitória do visitante. | Empate. |

|                        | AAL   | COL   | JEQ   | PFC   | TEI   | YPI   |
| ---------------------- | ----- | ----- | ----- | ----- | ----- | ----- |
| Atlético de Alagoinhas | —     | 1 - 1 | 0 - 1 | 1 - 1 | 1 - 2 | 1 - 0 |
| Colo Colo              | 0 - 1 | —     | 0 - 5 | 1 - 3 | 3 - 1 | 1 - 0 |
| Jequié                 | 2 - 0 | 1 - 1 | —     | 1 - 3 | 3 - 0 | 1 - 0 |
| PFC Cajazeiras         | 1 - 1 | 3 - 3 | 0 - 0 | —     | 1 - 1 | 1 - 0 |
| Teixeira de Freitas    | 3 - 4 | 0 - 2 | 1 - 1 | 2 - 2 | —     | 1 - 0 |
| Ypiranga               | 0 - 1 | 0 - 1 | 0 - 1 | 0 - 1 | 0 - 1 | —     |

## Final do Campeonato
ida
| Sábado, 1 de Julho | PFC Cajazeiras | 1 – 4   | Jequié                                                   | Estádio Pituaçu, Salvador           |
| 16:00              | Índio 70'      | BORDERO | 37' Railon · 41' Marcelo Pano · 46' Correia · 85' Robert | Público: 2 400 pagantes Árbitro: BA |

| PFC | Jequié |

Volta
| Domingo, 9 de Julho | Jequié                   | 3 – 1   | PFC Cajazeiras | Waldomiro Borges, Jequié            |
| 10:00               | Tite 10', 40' · Tatá 27' | BORDERO | 45+2' Indío    | Público: 3 040 pagantes Árbitro: BA |

| Jequié | PFC |

## Premiação
| Campeão Baiano de 2017 da Segunda Divisão |
| Jequié                                    |
| ----------------------------------------- |
| Jequié (2º título)                        |

## Estatísticas

### Maiores públicos
Esses são os dez maiores públicos do Campeonato:
| Nº | Público | Mandante               | Placar | Visitante              | Estádio          | Data        | Rodada    |
| -- | ------- | ---------------------- | ------ | ---------------------- | ---------------- | ----------- | --------- |
| 1  | 2 592   | Jequié                 | 3–0    | Teixeira de Freitas    | Waldomiro Borges | 30 de abril | 3ª rodada |
| 2  | 2 178   | Jequié                 | 1–1    | Colo Colo              | Waldomiro Borges | 28 de maio  | 7ª rodada |
| 3  | 2 147   | Jequié                 | 0–1    | PFC Cajazeiras         | Waldomiro Borges | 11 de junho | 9ª rodada |
| 4  | 1 803   | Jequié                 | 2–0    | Atlético de Alagoinhas | Waldomiro Borges | 16 de abril | 1ª rodada |
| 5  | 1 482   | Atlético de Alagoinhas | 1–2    | Teixeira de Freitas    | Carneirão        | 27 de maio  | 7ª rodada |
| 6  | 1 350   | Colo Colo              | 0–5    | Jequié                 | Mário Pessoa     | 6 de maio   | 4ª rodada |
| 7  | 989     | Colo Colo              | 1–3    | PFC Cajazeiras         | Mário Pessoa     | 15 de abril | 1ª rodada |
| 8  | 903     | PFC Cajazeiras         | 0–0    | Jequié                 | Pituaçu          | 22 de abril | 2ª rodada |
| 9  | 262     | Teixeira de Freitas    | 0–2    | Colo Colo              | Tomatão          | 23 de abril | 2ª rodada |

### Menores públicos
Esses são os dez menores públicos do Campeonato:
| Nº | Público | Mandante               | Placar | Visitante              | Estádio          | Data        | Rodada    |
| -- | ------- | ---------------------- | ------ | ---------------------- | ---------------- | ----------- | --------- |
| 1  | 58      | Atlético de Alagoinhas | 1–1    | Colo Colo              | Joia da Princesa | 14 de maio  | 5ª rodada |
| 2  | 58      | PFC Cajazeiras         | 1–1    | Atlético de Alagoinhas | Pituaçu          | 3 de junho  | 8ª rodada |
| 3  | 69      | Atlético de Alagoinhas | 1–1    | PFC Cajazeiras         | Joia da Princesa | 29 de abril | 3ª rodada |
| 4  | 74      | Teixeira de Freitas    | 2–2    | PFC Cajazeiras         | Tomatão          | 21 de maio  | 6ª rodada |
| 5  | 137     | Teixeira de Freitas    | 3–4    | Atlético de Alagoinhas | Tomatão          | 6 de maio   | 4ª rodada |
| 6  | 156     | PFC Cajazeiras         | 1–1    | Teixeira de Freitas    | Pituaçu          | 13 de maio  | 5ª rodada |
| 7  | 162     | Teixeira de Freitas    | 1–1    | Jequié                 | Tomatão          | 4 de junho  | 8ª rodada |
| 8  | 221     | Colo Colo              | 3–1    | Teixeira de Freitas    | Mário Pessoa     | 10 de junho | 9ª rodada |
| 9  | 232     | Colo Colo              | 0–1    | Atlético de Alagoinhas | Mário Pessoa     | 20 de maio  | 6ª rodada |